# Баллей, Брижитт
Брижитт Баллей (фр. Brigitte Balleys; род. 18 июня 1959, Мароньи, кантон Вале, Швейцария) — швейцарская певица (меццо-сопрано)..
Училась в Сьоне, затем окончила Бернскую консерваторию по классу вокала Якоба Штемпфли, занималась также у Элизабет Шварцкопф. Дебютировала как камерная певица в 1982 году, на оперной сцене — в 1985 году во Фрайбурге, в 1987 г. исполнила партию Керубино в «Волшебной флейте» на сцене Венской государственной оперы. В дальнейшем среди оперных партий Баллей были Кармен в одноимённой опере Жоржа Бизе, моцартовские Церлина в «Дон Жуане», Дорабелла в «Так поступают все», Октавиан в «Кавалере розы» Рихарда Штрауса, а также партии в «Коронации Поппеи» Клаудио Монтеверди, которого Баллей называет своим любимым композитором.
В большей степени, однако, Баллей известна как камерная исполнительница. Среди её многочисленных записей — альбомы вокальной музыки Роберта Шумана, Эрнеста Шоссона, Ч. М. Леффлера, Мелани Бонис, Артюра Онеггера, сочинения для голоса с оркестром Гектора Берлиоза, Джузеппе Мартуччи, Отторино Респиги, Эрнеста Блоха.
Баллей преподаёт в Сьоне, Фрибуре и Лозанне, среди её учеников, в частности, Капюсин Келлер.